# 펄 몬저스
펄 몬저스(Perl Mongers)는 펄 재단의 일부이며, 펄 프로그래밍 언어의 사용자 그룹에 서비스를 제공한다.
펄 몬저스는 1998년 브라이언 디포이의 독립 단체로서 설립되었다. 디포이는 제1회 오라일리 펄 콘퍼런스에서 1997년 NY.pm(뉴욕 펄 몬저스라는 최초의 펄 사용자 그룹을 Piglet Evans, Adam Turoff, David H Adler 등 다른 창립 멤버들과 함께 개설했다. ".pm"은 펄 모듈의 전통적인 파일 확장자이며 펄 몬저스는 이에 대한 배크로님이다. 원래의 브라이언 디포이는 펄 정규 표현식 /New York Perl M((o|u)ngers|aniacs)*/에 따라 그룹의 이름을 지을 생각이었으나 펄 몬저스가 더 대중적인 표현이 되었다.
NY.pm이 설립을 발표한지 얼마 지나지 않아 2번째 펄 몬저스 그룹이 보스턴의 Chris Nandor에 의해 시작되었다. 그 뒤로디스트릭트 오브 컬럼비아, 로스앤젤레스, 세인트루이스에서 잇따라 그룹이 탄생하였다. 1998년 중순 애틀랜타, 시카고, 런던, 미니애폴리스, 몬트리올, 필라델피아, 샌프란시스코, 시애틀에서 그룹들이 설립되었다. 1998년 말, 암스테르담, 블랙스버그, 섐페인, 데이턴, 리스본, 멜버른, 피츠버그, 로드아일랜드주, 스톡홀름, 시드니, 그랜드래피즈, 밴쿠버에도 그룹들이 있었다.
2000년, 펄 몬저스는 펄 재단의 일부가 되었으며 펄 사용자 그룹을 관리하고 서비스를 제공하는 임무를 계속해나가고 있다.
데이브 크로스의 2005 펄 몬저스 조사에 따르면 활동적인 펄 사용자 그룹의 수는 178개로 기록되었다.